# Cogomella llenegosa
Les cogomelles llenegoses són bolets del grup de les cogomelles que tenen alhora característiques de les llenegues. També s'anomenen falses mocoses. Es caracteritzen per tenir el barret de mucós a greixós, làmines lliures de blanques a cremoses, anell membranós a viscós, carn que sol fer olor de farina i sempre sense volva. Són bolets exclusivament terrícoles i saprotròfics.

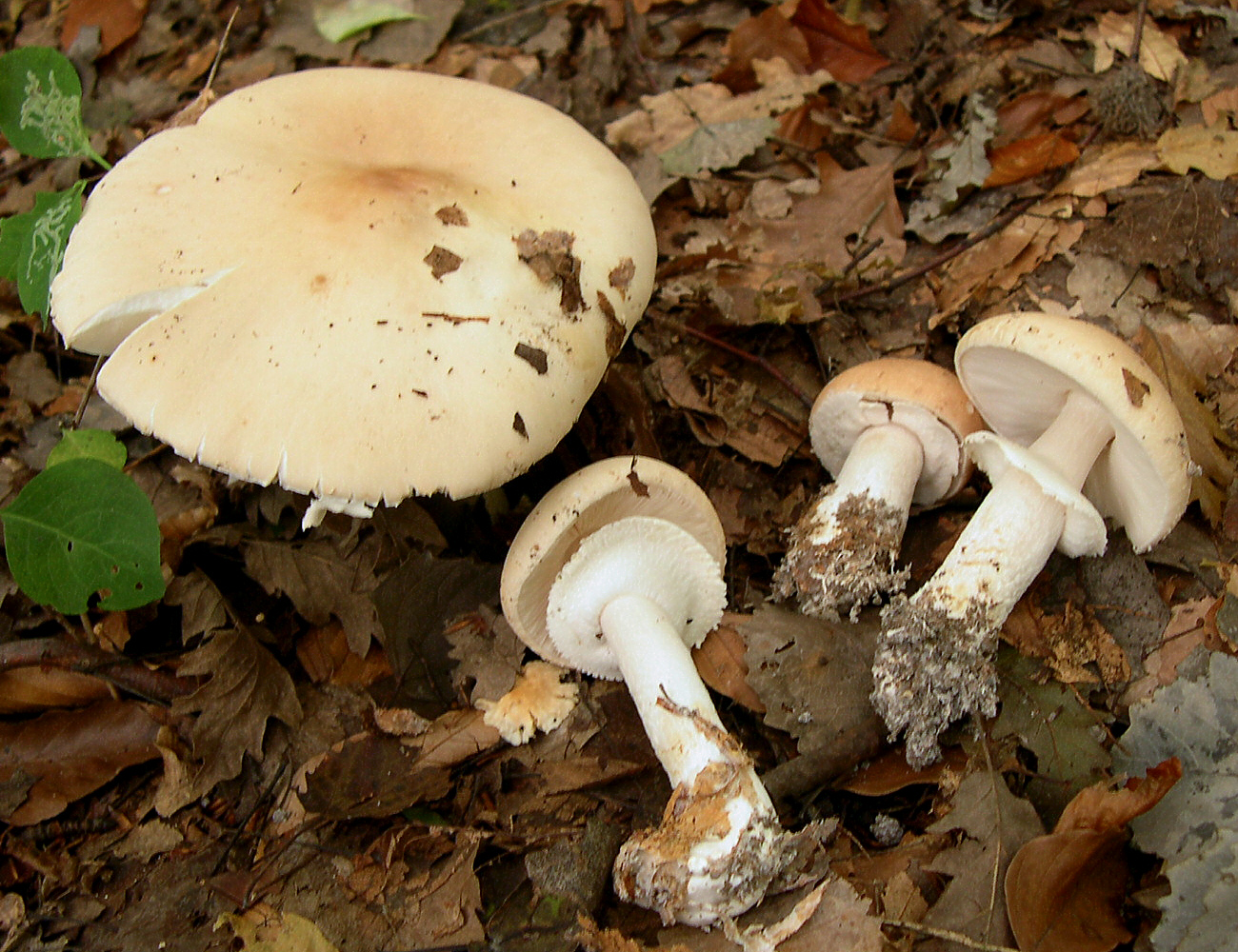
Exemplars de llenegosa anellada (Limacellopsis guttata),

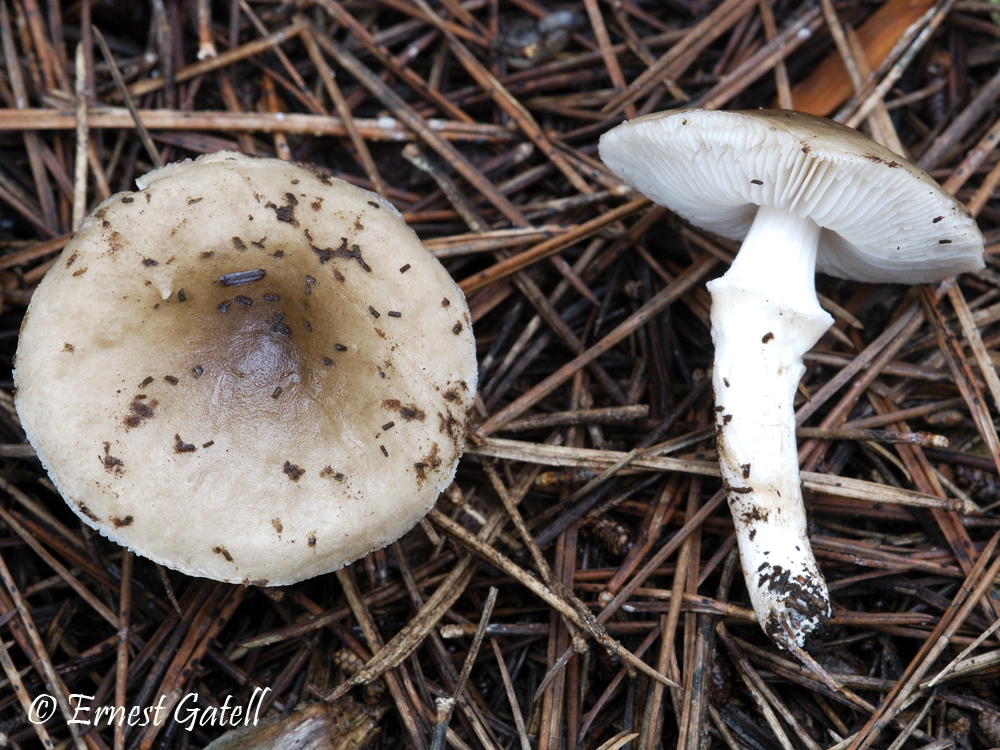
Llenegosa bruna (Limacella furnacea)

L’anell membranós pot ser molt evident (com és el cas de la llenegosa anellada), menys evident però estriat (com la llenegosa bruna), no estriat (com la llenegosa grisenca) o bé reduït a una zona anular viscosa (com la llenegosa blanca o la llenegosa torrada).
- Limacellopsis guttata, llenegosa anellada
- Zhuliangomyces illinitus, llenegosa blanca
- Limacella delicata, llenegosa torrada
- Limacella furnacea, llenegosa bruna
- Limacella subfurnacea, llenegosa grisenca